# Sabino di Avellino
Sabino (V secolo – 9 febbraio VI secolo) fu vescovo di Abellinum nel VI secolo; è venerato come santo dalla Chiesa cattolica.

## L'epigrafe di Sabino
Il vescovo Sabino è noto, almeno fin dal Medioevo, per il lungo epitaffio inciso sul suo sarcofago e conservato nel cosiddetto specus martyrum nei sotterranei della chiesa di Sant'Ippolisto di Atripalda. Pubblicato per la prima volta nel Seicento riporta il seguente elogio:
(Acta sanctorum februarii, vol. II, p. 333. Libera traduzione di: Nicola Gambino, Ricorda che… Un gruppo di martiri ha dato la vita per la libertà della Santa chiesa avellinese, Avellino 1990, p. 32)
L'epitaffio è datato al VI secolo per l'impostazione testuale, grafica e iconografica del manufatto che trova riscontri in altre epigrafi dello stesso periodo, con elementi paleografici e iconografici simili.

## Elementi storici
L'epitaffio definisce Sabino come sacerdos e praesul. Un'altra epigrafe conservata nello specus martyrum di Atripalda riporta l'elogio del diacono Romolo, discepolo di Sabino, nel quale il vescovo è chiamato sanctus episcopus. Lanzoni annota che «il titolo sanctus, dato al vescovo nell'iscrizione di Romolo, era un semplice titolo di onore, comune nello stile di quei tempi». L'epitaffio di Sabino tuttavia non aggiunge elementi utili, per esempio l'eponimia consolare o altri elementi datanti intrinseci, che aiutino a definire gli anni esatti dell'episcopato di Sabino, riferibili comunque al VI secolo.
Due questioni, ancora irrisolte, legano il vescovo Sabino di Avellino con l'omonimo vescovo Sabino di Canosa, che la liturgia celebra lo stesso giorno, il 9 febbraio.
La prima questione riguarda l'identificazione dei due personaggi, sorta nell'ambito dell'annosa disputa che per secoli vide contrapposti il clero di Atripalda e la curia vescovile di Avellino; in questo contesto, storici ed eruditi atripaldesi sostennero che il santo canosino morì a Atripalda, dove fu sepolto nello specus martyrum. Le due tesi giustapposte sono emerse ancora nel convegno «San Sabino vescovo di Abellinum, patrono di Atripalda, alla luce della tradizione storica» celebrato ad Atripalda nel 2014.
La seconda questione riguarda l'identità del vescovo Sabinus campanus di cui parla l'Anonymus Valesianus, che nel 525 fece parte della delegazione guidata da papa Giovanni I, assieme a Ecclesio di Ravenna e a Eusebio di Fano, che si recò a Costantinopoli per far recedere l'imperatore Giustino I dai provvedimenti persecutori nei confronti degli ariani. Il primo ad identificare il Sabinus campanus con il vescovo di Canosa fu Roberto Cessi nel 1913, ipotesi ripresa successivamente da Anselmo Lentini nel 1938 e, più recentemente, da Giorgio Otranto, Vincenzo Recchia e Ada Campione, per la quale tale identificazione «è ormai un dato acquisito dalla storiografia». Tuttavia, riprendendo un'ipotesi già formulata da Francesco Lanzoni nel 1927, nel 2007 Stefania Picariello ha rilanciato la tesi che il Sabinus campanus citato dall'Anonymus Valesianus sia il santo di Abellinum e non l'omonimo di Canosa.

## La letteratura
Le controversie tra Atripalda e Avellino nel corso dei secoli, qualificate da Mongelli come «beghe campanilistiche condotte con spirito partigiano», hanno tuttavia contribuito ad arricchire la letteratura sul Sabino dell'epitaffio di Atripalda, coinvolgendo storici ed eruditi locali.
Primo autore degno di nota fu Scipione Bellabona, che nel 1643 diede alle stampe Raguagli della città di Avellino, che suscitò tante e tali polemiche che l'arcivescovo di Napoli si vide costretto a far distruggere tutte le copie; anche l'unico esemplare che Vincenzo Pennetti scoprì nel 1897 è ora disperso. Il testo riportava una serie di studi eruditi, tra i quali vite di santi e vescovi locali, tratte da manoscritti attribuiti a Ruggero, vescovo avellinese del XIII secolo, anch'essi andati perduti. Il Bellabona riscrisse queste vite in un'opera mai pubblicata dal titolo Avellino Sacro, che tuttavia fu utilizzata nel 1709 da Francesco De' Franchi per la sua Avellino illustrato da' santi e da' santuari.
Fu dunque a partire dai manoscritti perduti del XIII secolo, l'ex antiquo chronico come riferisce l'Ughelli, che gli scrittori locali, oltre ad elencare una serie di vescovi avellinesi senza alcuna credibilità storica, collocarono Sabino di Abellinum al I secolo, facendolo discepolo di san Pietro e protovescovo della diocesi. Ancora nell'Ottocento lo storico Giuseppe Zigarelli annotava: «Che s. Sabino fosse il primo vescovo della cattedra di Avellino è questa una verità tradizionale-istorica... restando fermo che fosse ordinato e consacrato da san Pietro e di più morto per la fede».

## Il culto
San Sabino è il patrono principale di Atripalda, festeggiato il 9 febbraio, anniversario della morte, insieme a san Romolo che ne è il compatrono, e il 16 settembre, giorno in cui, nel 1612, furono traslate le ossa del santo dall'altare maggiore della collegiata Sant'Ippolisto di Atripalda nello specus martyrum sottostante.